# Volksstrijd
De Volksstrijd was een Belgisch verzetsblad dat verscheen in de regio Waasland.

## Historiek
Het blad verscheen tijdens de Tweede Wereldoorlog (omstreeks 1943) en werd uitgegeven door de Vlaamsche Kommunistische Partij (VKP).

## Historische documenten
- De Volksstrijd nr.2 (juli 1943).
- De Volksstrijd nr.3 (augustus 1943)
- De Volksstrijd nr.5 (november 1943)